# Saul Nanni

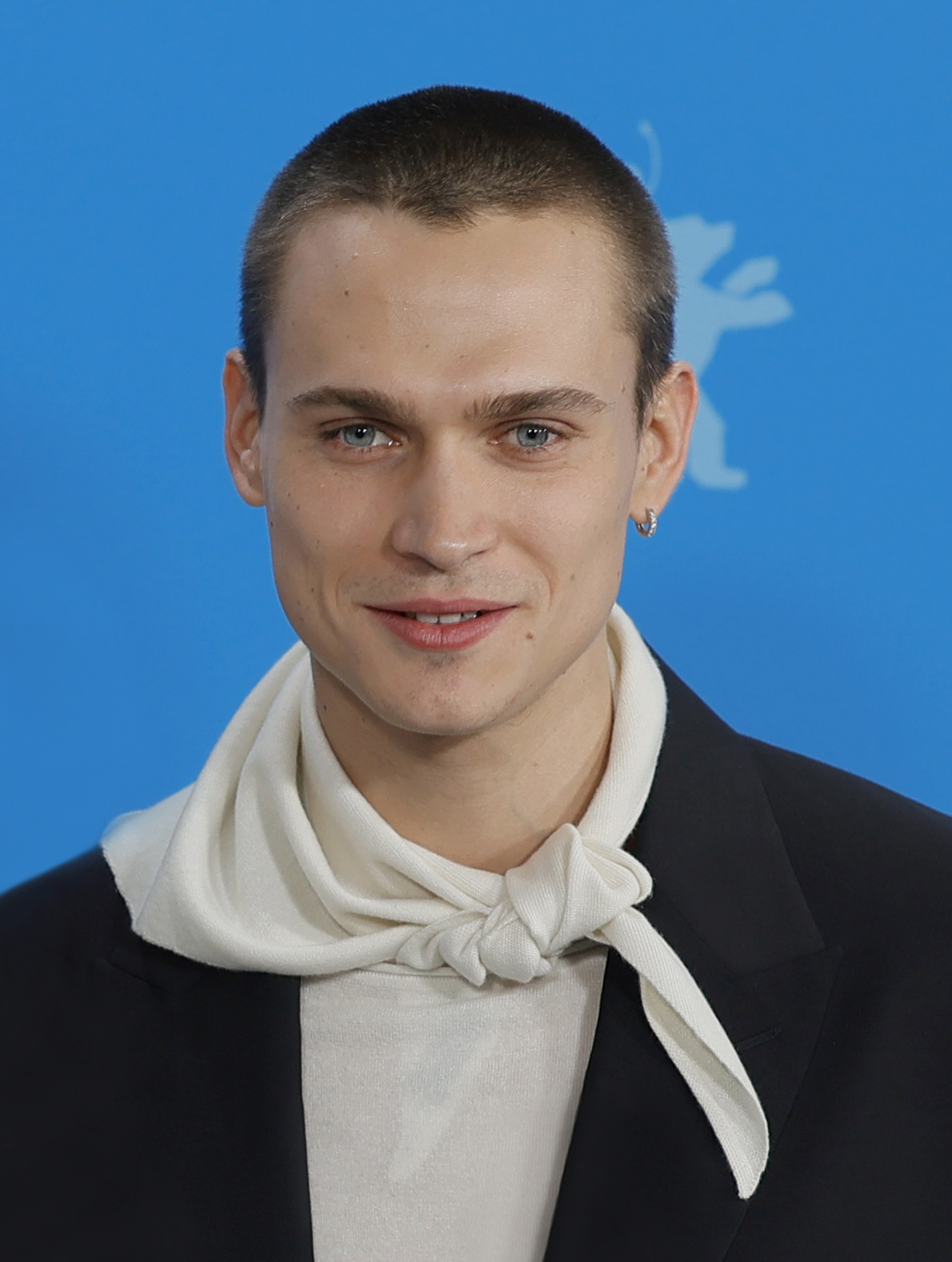
Saul Nanni in 2024

Saul Nanni (Bologna 4 februari 1999) is een Italiaans acteur. Hij is met name bekend door zijn rol in de serie's Alex & Co. en Il Gattopardo en de film Sotto il sole di Riccione en Love & Gelato. Hij begon zijn  acteercarrière in 2012, als dertienjarige in de miniserie La Certosa di Parma.